# Chotimla
Chotimla (ros. Хотимля; baszk. Хотимля) – wieś (ros. деревня, trb. dieriewnia) w Baszkirii w rejonie dawlekanowskim. 1 stycznia 2009 roku wieś zamieszkiwało 220 osób, z których 36% stanowili Tatarzy.